# 今を生きて
「今を生きて」（いまをいきて）は、ASIAN KUNG-FU GENERATIONの19枚目のシングル。2013年2月20日にKi/oon Musicから発売された。

## 概要
前作から約7半ぶりとなるシングル。表題曲の「今を生きて」は、映画『横道世之介』主題歌である。PVには、同映画主演の高良健吾が出演している。
オリコン週間チャートでは初登場10位を記録。前々作「踵で愛を打ち鳴らせ」より2作ぶりのトップ10入りとなった。
MVは法政大学市ヶ谷キャンパスで撮影した。

## 収録曲
（全作詞：後藤正文、編曲：ASIAN KUNG-FU GENERATION）
1. 今を生きて
作曲：後藤正文, 喜多建介, 山田貴洋, 伊地知潔
映画『横道世之介』主題歌。
タイアップの依頼はアルバム『ランドマーク』の制作が佳境なタイミングで来たため、多忙な後藤は最初楽曲制作に参加できず、残りの3人(喜多、山田、伊地知)で制作を開始した。その後、アルバムの制作を終えた後藤もセッションに参加したため、結果的にメンバー4人の名前が作曲にクレジットされる楽曲となった。
ライブではシングル発売の約4か月前に始まった「ランドマーク」ツアーですでに披露されていた。
2014年2月発売のコンピレーションアルバム『フィードバックファイル 2』に唯一のシングル曲として収録されたため、オリジナルアルバムには未収録となった。
ライブでは定番曲となっており、終盤で演奏されることが多い。
2. ケモノノケモノ
作曲：後藤正文, 山田貴洋
ピアノとしてヒイズミマサユキが参加している。
長らくライブで演奏されていなかったが、2022年3月12日、13日にパシフィコ横浜 国立大ホールにて行われた「ASIAN KUNG-FU GENERATION 25th Anniversary Tour 2021 Special Concert “More Than a Quarter-Century”」で金澤ダイスケ(フジファブリック)をゲストに迎えライブ初披露された。その際後藤はハンドマイクでボーカルをとった。

## 収録アルバム
- フィードバックファイル 2 (#1,2)